# Conor Mullen
Pour les articles homonymes, voir Mullen.
Conor Mullen est un acteur irlandais né en 1962 à Dublin.

## Jeunesse
Les parents de Conor Mullen étaient pharmaciens et avaient une officine à Terenure, une commune résidentielle au sud de Dublin. Le premier travail de Conor Mullen a été commercial pour la brasserie Guinness, puis pour les chewing-gum Wrigley. Son père lui a ensuite offert un poste afin de vendre des fournitures médicales et non pour travailler dans la pharmacie de Terenure.

## Carrière
Il a commencé à être acteur après s'être inscrit à des cours de théâtre à la Brendan Smith Academy et, peu de temps après, il est parti à New York pour étudier le théâtre à la Neighborhood Playhouse pendant deux ans. En 2007, Mullen a commencé à jouer le rôle du petit ami abusif de Chrissie Williams, Stuart McElroy dans la série dramatique médicale Holby City de la BBC1. Mullen a quitté la série en 2008 lorsque son personnage a été arrêté et emmené par la police. En 2007, il a également interprété le rôle d'Aidan Dohertry dans la série dramatique Rough Diamond, toujours pour BBC1. 
Par ailleurs, Conor Mullen est également un artiste de voix-off, prêtant ainsi sa voix à de nombreuses publicités qui sont diffusées sur la radio irlandaise. Il a également enregistré sa voix pour l'horloge parlante irlandaise.

## Vie personnelle
Conor Mullen est le cousin germain de Larry Mullen Junior, le batteur du groupe de rock irlandais U2. Il est marié à l'actrice Fiona Bell qu'il a rencontré sur le plateau de la série télévisée Soldier Soldier (diffusée sur la chaîne britannique ITV) en 1997. Ensembles, ils ont quatre enfants, Hannah, Georgia, Cassie et Keir.

## Filmographie

### Cinéma
- 1996 : Space Truckers de Stuart Gordon : policier n°1
- 2000 : Ordinary Decent Criminal de Thaddeus O'Sullivan : Maître McHale
- 2000 : Saltwater de Conor McPherson : Ray
- 2006 : The Tiger's Tail de John Boorman : MC
- 2013 : Woodehouse in Exile : Paul Schmidt
- 2014 : United Passions : Ivo Schricker
- 2014 : Patricks Day : Dr Meyer
- 2016 : Sacrifice : Stephen Renney

### Télévision
- 1989 : Dick Francis : Twice Shy : Liam Fitzgerald
- 1992 : The Apiarist's Dream of World Domination
- 1994 : Ailsa : Emperor
- 1995 : Life After Life : Andrew Martin
- 1996 : Father Ted : Prêtre de la cérémonie des prix
- 1996 : Chef! :
- 1996 : Giving Tongue : Journaliste
- 1996 : Boys and Men
- 1997 : Soldier Soldier : CSM Alan FitZpatrick
- 1997 : Reckless : John McGinley
- 1998 : Reckless : The Movie : John McGinley
- 1998 : The Bill : Friar Colley
- 1999 : Shergar : Hennity
- 1999 : Blessed Fruit
- 2000 : North Square : Gary Booth
- 2000 : Badger : Ralph Allen
- 2001 : Armadillo : Bram
- 2001 : Silent Grace : Cunningham
- 2002 : Heartbeat : Kieron Doyle
- 2002 : Puckoon : Shamus
- 2002 : Helen West : Chief Supt Bailey
- 2003 : Ultimate Force : Donald "Omega" Clissmann
- 2003 : The Honeymooners : Peter
- 2004 : Murder Prevention : DCI Patrick Goddard
- 2004 : Island at War : Oberleutnant Walker / lieutenant Walker
- 2005 : Proof : J.P O'Farrell
- 2007 : The Whistleblowers : Thomas Breitner
- 2007 : Anner House : Nicky Nolan
- 2007 : Rough Diamond : Aidan Doherty
- 2008 : Affaires non classées (Silent Witness) : Michael McKenzie
- 2008 : Holby City : Stuart McElroy
- 2008 : School Run : David Brennan
- 2009 : Swansong : Story of Occi Byrne : Frère Cornelius
- 2010 : The Silence : Paul Begley
- 2010 : Raw : Larry Dean
- 2010 : Single Handed : Jim Dooley
- 2013 : Double Jeu (Deception) : Jack French
- 2016-2017 : Red Rock : Supt Kevin Dunne